# Anno (série de jogos eletrônicos)
Anno é uma série de jogos eletrônicos de simulação econômica e estratégia em tempo real, concebida em 1998 pela Max Design. A série se concentra em jogadores estabelecendo colônias em uma série de pequenas ilhas, conduzindo uma exploração da região, diplomacia e comércio com outras civilizações e comerciantes enquanto gerenciam recursos e se envolvem em combate tanto em terra quanto no mar. A maioria dos jogos da série se passa durante os períodos históricos da Renascença e da construção do Império da história da Terra, com culturas, arquitetura e costumes baseados em elementos da vida real desses períodos, embora as civilizações do jogo tendam a ser neutras em relação às nações exatas.
Cada jogo da série é principalmente um título independente, apresentando o mesmo nível de mecânica de jogo recorrente, embora cada parcela altere a mecânica de jogo existente e adicione novos recursos, com pacotes de expansão adicionando mais conteúdo. Os jogos iniciais se concentravam principalmente em dois modos de jogo, com os jogadores capazes de operar em single-player ou multiplayer em LAN ou conexões online, enquanto os títulos posteriores adicionavam um modo de campanha de várias missões, cada uma com seu próprio enredo único - os enredos geralmente se concentram em jogadores se envolvendo em um grande incidente enquanto começam a vida como o governante de uma pequena ilha.
Embora desenvolvida principalmente para Microsoft Windows, a série também incluiu uma variedade de títulos spin-off, principalmente para consoles portáteis, que por sua vez apresentam mecânicas de jogo mais simplificadas para as da série principal. Cada título ao longo da história da série apresentou uma variedade de desenvolvedores e editores diferentes, com as entradas mais recentes sendo atualmente desenvolvidas pela Ubisoft Blue Byte e publicadas pela Ubisoft. A maioria das entradas da série recebeu críticas medianas dos críticos. O primeiro título, Anno 1602, foi o jogo de computador mais vendido da Alemanha de todos os tempos em dezembro de 2002, com vendas de 2,5 milhões de cópias em todo o mundo e 1,7 milhão no mercado alemão. Sua sequência quebrou seu recorde de velocidade de vendas, tornando-se o jogo de computador de preço total mais rápido da Alemanha a atingir 500.000 vendas domésticas. Em última análise, vendeu mais de um milhão de unidades nos países de língua alemã, e quando combinado com seu antecessor, atingiu 4,5 milhões de vendas em todo o mundo em outubro de 2006.

## Títulos
| 1998 | Anno 1602: Creation of a New World |
| 1999 |                                    |
| 2000 |                                    |
| 2001 |                                    |
| 2002 | Anno 1503: The New World           |
| 2003 |                                    |
| 2004 |                                    |
| 2005 |                                    |
| 2006 | Anno 1701                          |
| 2007 |                                    |
| 2008 |                                    |
| 2009 | Anno 1404                          |
| 2010 |                                    |
| 2011 | Anno 2070                          |
| 2012 |                                    |
| 2013 |                                    |
| 2014 |                                    |
| 2015 | Anno 2205                          |
| 2016 |                                    |
| 2017 |                                    |
| 2018 |                                    |
| 2019 | Anno 1800                          |
| 2020 |                                    |
| 2021 |                                    |
| 2022 |                                    |
| 2023 |                                    |
| 2024 |                                    |
| 2025 | Anno 117: Pax Romana               |

### Série principal
| Título                             | Ano  | Desenvolvedor                      | Expansões | Notes                                                       |
| ---------------------------------- | ---- | ---------------------------------- | --- | ----------------------------------------------------------- |
| Anno 1602: Creation of a New World | 1998 | Max Design                         | New Islands, New Adventures (1998) | Também comercializado como 1602 A.D.                        |
| Anno 1503: The New World           | 2002 | Max Design                         | Treasures, Monsters and Pirates (2004) | Também comercializado como 1503 A.D.: O Novo Mundo          |
| Anno 1701                          | 2006 | Related Designs                    | The Sunken Dragon (2007) | Também comercializado como 1701 A.D.                        |
| Anno 1404                          | 2009 | Related Designs, Ubisoft Blue Byte | Venice (2010) | Também comercializado como Dawn of Discovery                |
| Anno 2070                          | 2011 | Related Designs, Ubisoft Blue Byte | Deep Ocean (2012) |                                                             |
| Anno 2205                          | 2015 | Ubisoft Blue Byte                  | Tundra (2016) Orbit (2016) Frontiers (2016) |                                                             |
| Anno 1800                          | 2019 | Ubisoft Blue Byte                  | Sunken Treasures (2019) Botanica (2019) The Passage (2019) Seat of Power (2020) Bright Harvest (2020) Land of Lions (2020) Docklands (2021) Tourist Season (2021) The High Life (2021) Seeds of Change (2022) Empire of the Skies (2022) New World Rising (2022) | Primeiro jogo da série principal a ser lançado em consoles. |
| Anno 117                           | 2025 | Ubisoft Blue Byte                  | |                                                             |

### Spin-offs
- Anno 1701: Dawn of Discovery (2007)

Um jogo eletrônico para o Nintendo DS, e spin-off da série.
- Anno: Create A New World (2009)

Um jogo eletrônico para o Nintendo DS e Wii, conhecido na América do Norte como Dawn of Discovery.
- Anno Online (2013–2018)

Um jogo de navegador gratuito (encerrado em janeiro de 2018).
- Anno: Build an Empire (2015)

Para plataformas Android e iOS.
- Anno 2205: Asteroid Miner (2015)

Para plataformas Android e iOS.